# Panzerballett
Panzerballett — немецкая группа, исполняющая музыку, сочетающую в себе элементы большого числа стилей, в том числе джаза, метала и прогрессивного рока. Для их творчества характерны тяжёлые «металлические» риффы, сложные ритмические структуры, джазовые партии саксофона и других инструментов, а также своеобразные интерпретации известных хитов и мелодий.

## Состав
Бессменным лидером группы является гитарист Ян Зерфельд, остальные участники меняются от тура к туру.
- Ян Зерфельд — гитара;
- Мартин Майрхофер — гитара;
- Джо Доблхофер — гитара
- Грегор Бюргер — саксофон;
- Александр фон Хагке — саксофон;
- Герд Бёлицке — гитара
- Антон Давидянц — бас-гитара;
- Себастьян Лансер — ударные;
- Вирджил Донати — ударные

## Дискография

### Студийные альбомы
- 2005 — Panzerballett
- 2008 — Starke Stücke
- 2009 — Hart Genossen Von Abba Bis Zappa [Promo]
- 2012 — Tank Goodness
- 2015 — Breaking Brain
- 2017 — X-Mas Death Jazz
- 2020 — Planet Z